# Хэкфорд, Тейлор
Тэ́йлор Э́двин Хэ́кфорд (англ. Taylor Edwin Hackford; 31 декабря 1944 года, Санта-Барбара, Калифорния, США) — американский кинорежиссёр, с 2009 по 2013 год президент Гильдии режиссёров Америки. Получил премию «Оскар» за лучший игровой короткометражный фильм за «Teenage Father» (Отец — подросток) (1979). Был режиссёром ряда высоко оценённых художественных фильмов, в первую очередь «Офицера и джентльмена» (1982) и «Рэя» (2004), за последний он был номинирован на премию «Оскар» за лучшую режиссуру и за лучший фильм.
Муж британской актрисы Хелен Миррен.

## Ранние годы
Тэйлор Эдвин Хэкфорд родился 31 декабря 1944 года в Санта-Барбаре. Мать — Мэри, работала официанткой, отец Джозеф Хэкфорд.
В 1968 году окончил Школу кинематографических искусств при Университете Южной Калифорнии, где он главным образом изучал международные отношения и экономику. После получения диплома служил добровольцем в Корпусе мира в Боливии, в свободное время увлекался съёмкой на камеру. Позже, оставив службу, устроился на телевидение.

## Интересные факты
Рэй Шарки был награждён «Золотым глобусом» за лучшую мужскую роль за роль Винни в фильме Хэкфорда «Idolmaker» («Создатель кумиров»). Музыкальным руководителем был Ричард Фланцер. Хэкфорд сказал об «Idolmaker»: «Я снимаю фильмы о людях из рабочего класса. Шоу-бизнес — одна из тех вещей, с помощью которых люди могут выбраться из низших слоев общества».
Во время съёмок фильма «Офицер и джентльмен» Хакфорд держал Лу Госсетта-младшего отдельно от других актёров, чтобы он мог больше пугать их во время сцен в качестве инструктора по строевой подготовке. Ричард Гир изначально отказывался от съёмок финала, в котором его персонаж прибывает на фабрику своей возлюбленной в парадной форме военно-морского флота и уносит её с завода. Гир считал, что финал не получится, потому что он был слишком сентиментальным, и Хэкфорд поначалу был склонен согласиться с Гиром, пока во время репетиции статисты, играющие рабочих, не начали кричать и плакать. Когда Гир позже увидел эту сцену с музыкой в нужном темпе, он сказал, что от этого у него по спине пробежали мурашки, и теперь он убеждён, что Хэкфорд принял правильное решение.
Хэкфорд сказал о своем фильме «Рэй»: «Больше всего я горжусь в фильме „читлинскими“ клубами. Рэй Чарльз закончил свою жизнь в концертных залах, куда люди приходили в смокингах и тихо слушали гениальное выступление. Но в этих клубах ему приходилось заставлять людей танцевать. Я пытался создать немного этой энергии. Самое замечательное в музыке — это когда вы можете поставить людей на ноги».

В интервью 2005 года Хэкфорд подтвердил, что никогда не смотрел свои собственные фильмы: «Когда я заканчиваю фильм, я откладываю его и больше никогда не смотрю. Я никогда не ходил в киношколу. Я работал на общественном телевидении KCET в Лос-Анджелесе. Я работал на концертах. Я чувствую себя очень комфортно, снимая музыкальные клипы, и я думаю, что вы это видите». Хэкфорд также снял музыкальные видеоклипы, в том числе «Against All Odds (Take a Look at Me Now)» Фила Коллинза и «Say You, Say Me» Лайонела Ричи. 

## Фильмография
- Буковски (1973)
- Teenage Father (1978)
- The Idolmaker (1980)
- Офицер и джентльмен (1982)
- Несмотря ни на что (1984)
- Белые ночи (1985)
- Hail! Hail! Rock 'n' Roll (1987)
- Стопроцентный американец для всех (1988)
- За кровь платят кровью (1993)
- Долорес Клэйборн (1995)
- Адвокат дьявола (1997)
- Доказательство жизни (2000)
- Рэй (2004)
- Ранчо любви (2010)
- Паркер (2013)
- Комик (2016)